# Афинагор (Фазиоло)
Епи́скоп Афинаго́р (итал. Episcopo Athenagoras, греч. Επίσκοπος Αθηναγόρας, в миру Альчиде Физиоло, итал. Alcide Fasiolo; род. 1960, Маньяно-ин-Ривьера, Фриули-Венеция-Джулия) — архиерей Константинопольской православной церкви, епископ Фермонский (с 2022), викарий Италийской митрополии.

## Биография
Родился в 1960 году в Маньяно-ин-Ривьера, Италия.
В 1994 году в Триесте был последовательно хиротонисан во диакона, а 25 декабря того же года — и во пресвитера.
С 1995 года служил священником в Ливорно. С 2001 года является священнослужителем женского Варваринского монастыря в Монтанере.
28 ноября 2022 года Священным синодом Константинопольской православной церкви был избран епископом Фермонским, викарием Италийской митрополии.
8 декабря 2022 года в кафедральном соборе Сан-Джорджо-деи-Гречи в Венеции состоялась его архиерейская хиротония. Хиротонию совершили: митрополит Италийский Поликарп (Ставропулос), митрополит Австрийский Арсений (Кардамакис), митрополит Галльский Димитрий (Плумис), епископ Кратейский Георгий (Андонопулос) и епископ Котиайский Дионисий (Папавасилиу).